# Haribo

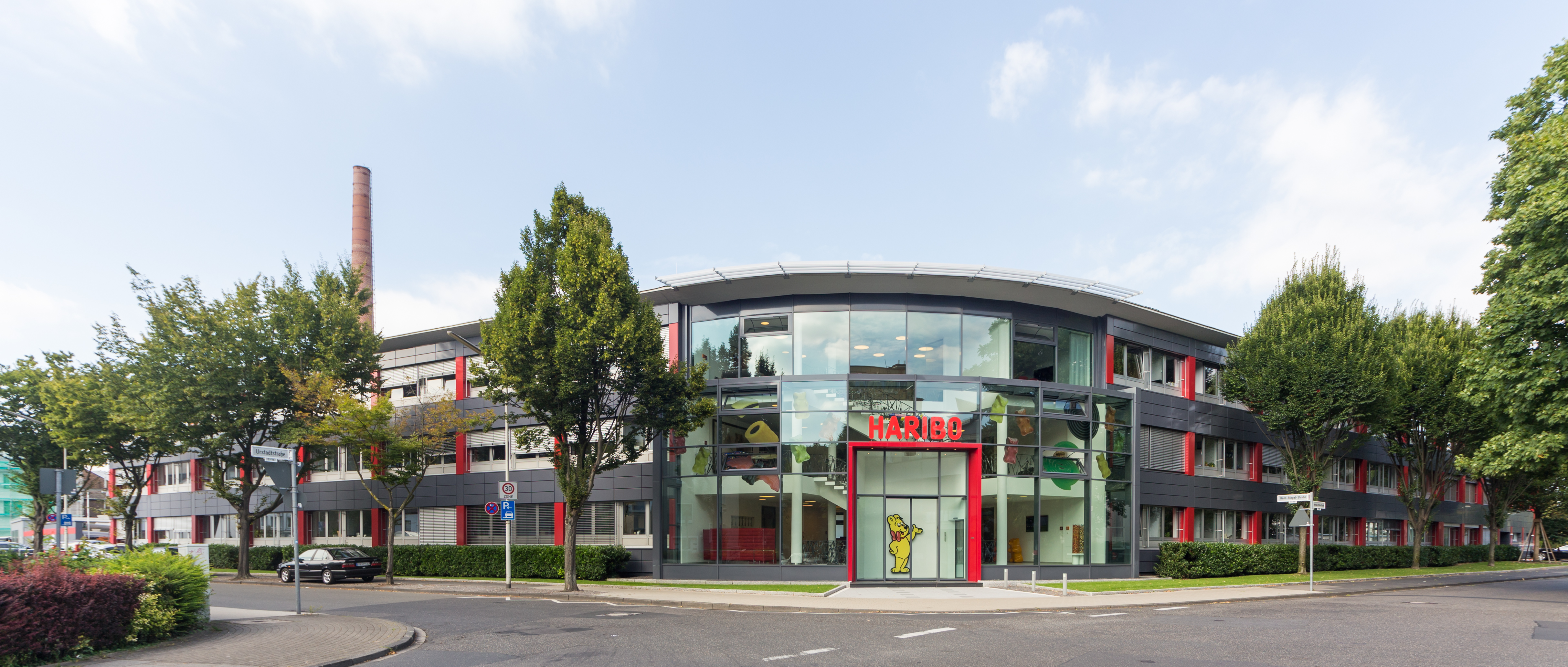
Ehemalige Haribo-Zentrale in Bonn

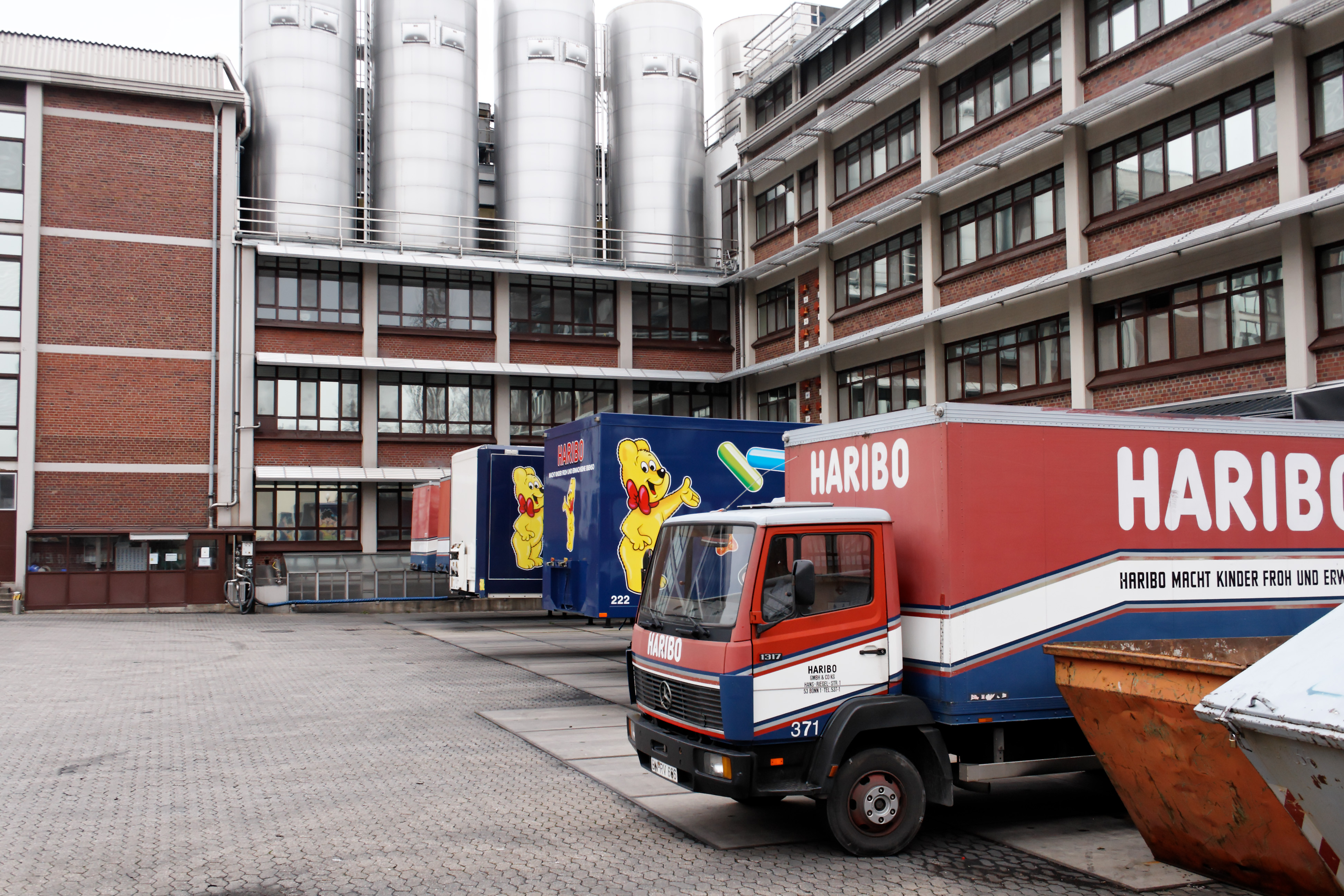
Logistikbereich am Standort Bonn

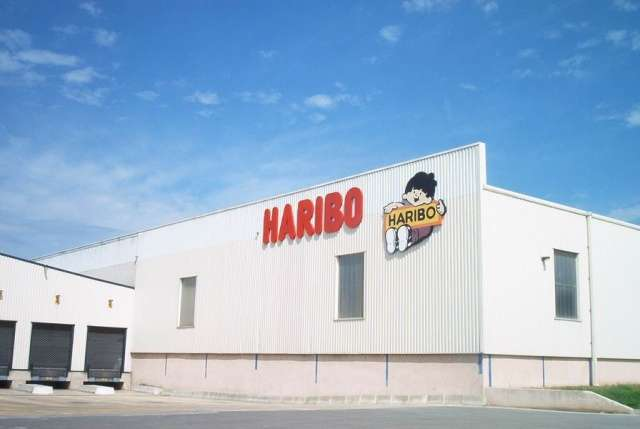
Haribo-Produktionsstätte in Uzès in Frankreich

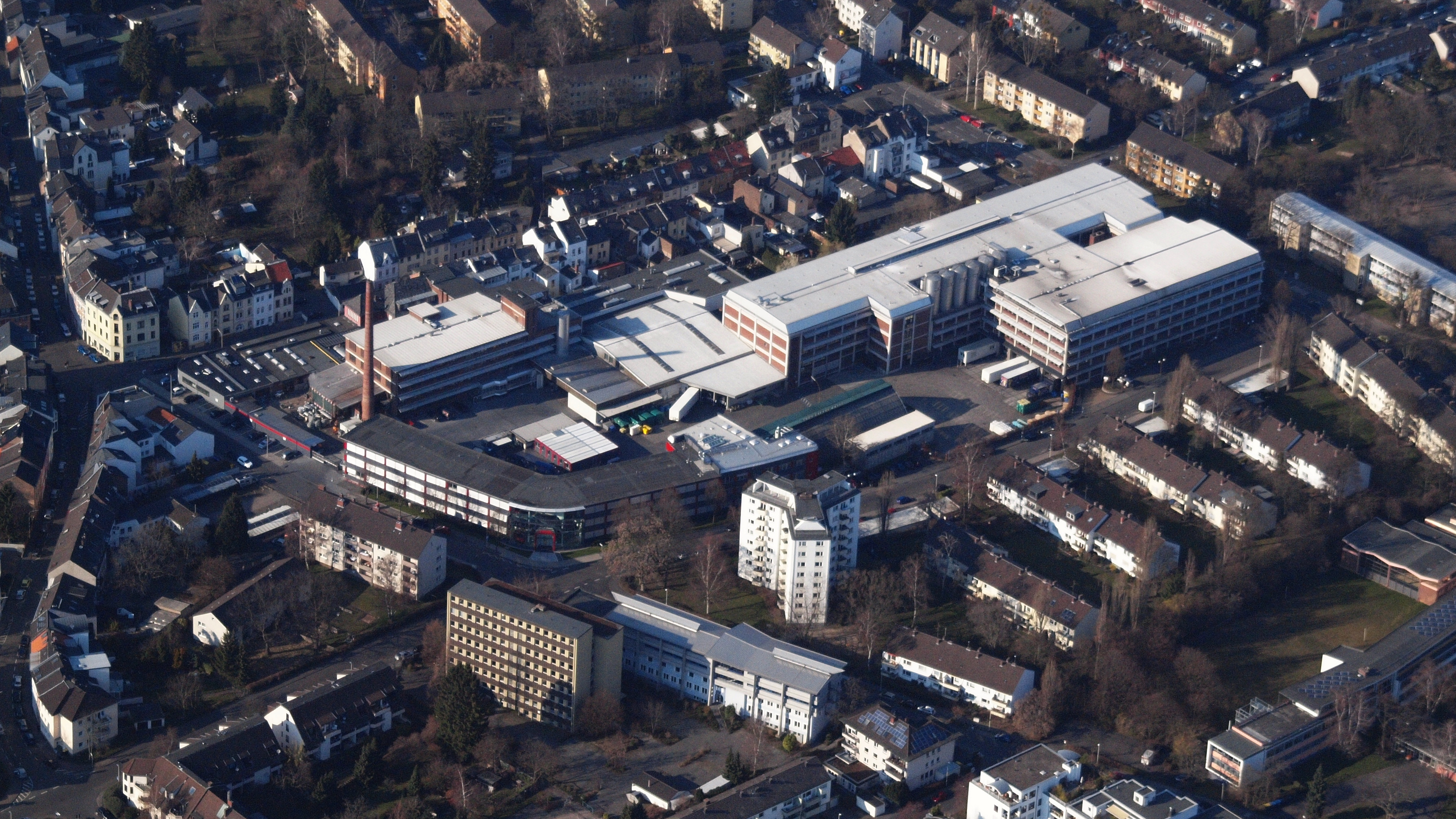
Haribo-Werk in Bonn-Kessenich aus südwestlicher Richtung

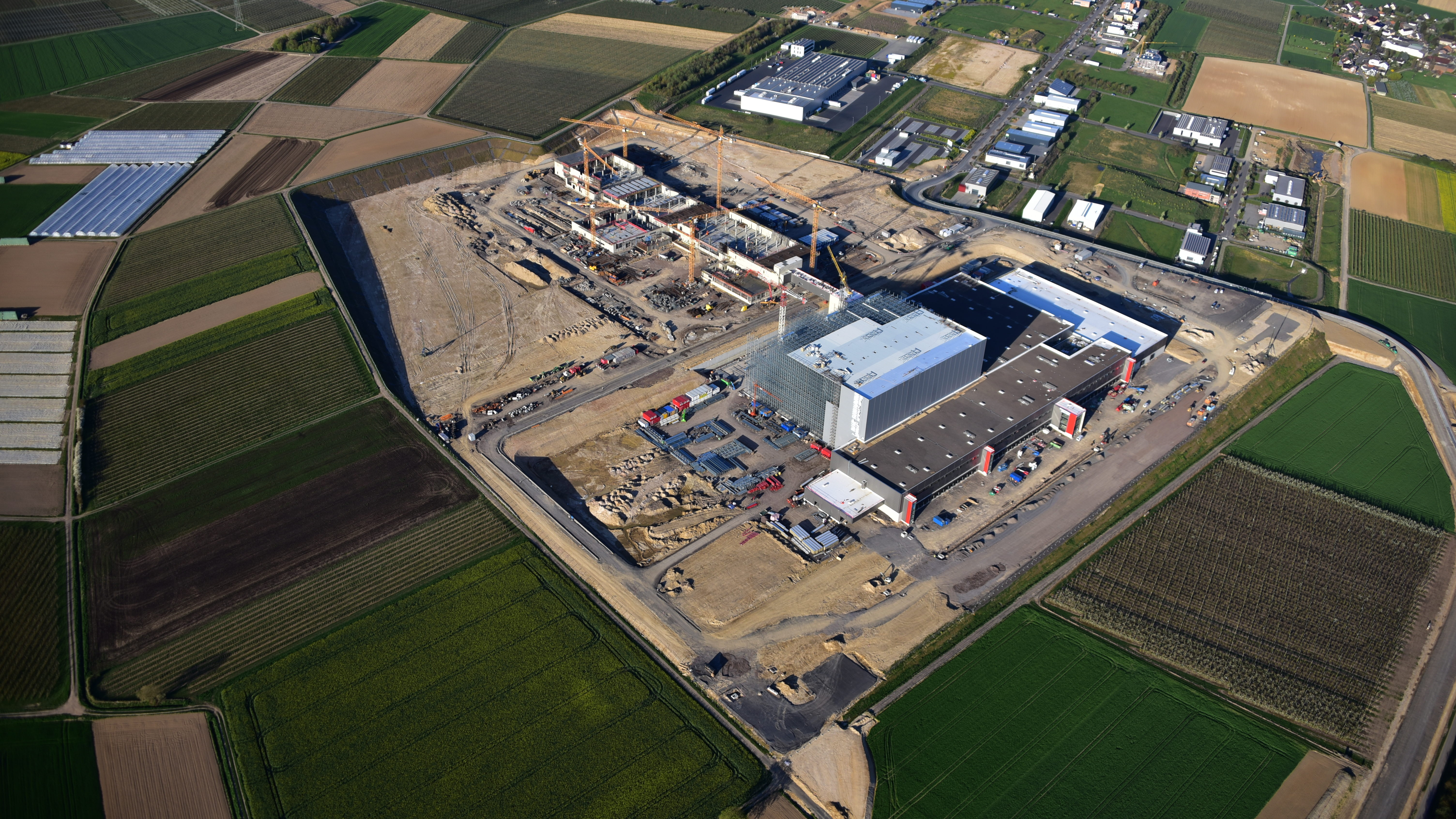
Neubaugebiet in Grafschaft, Luftaufnahme April 2016

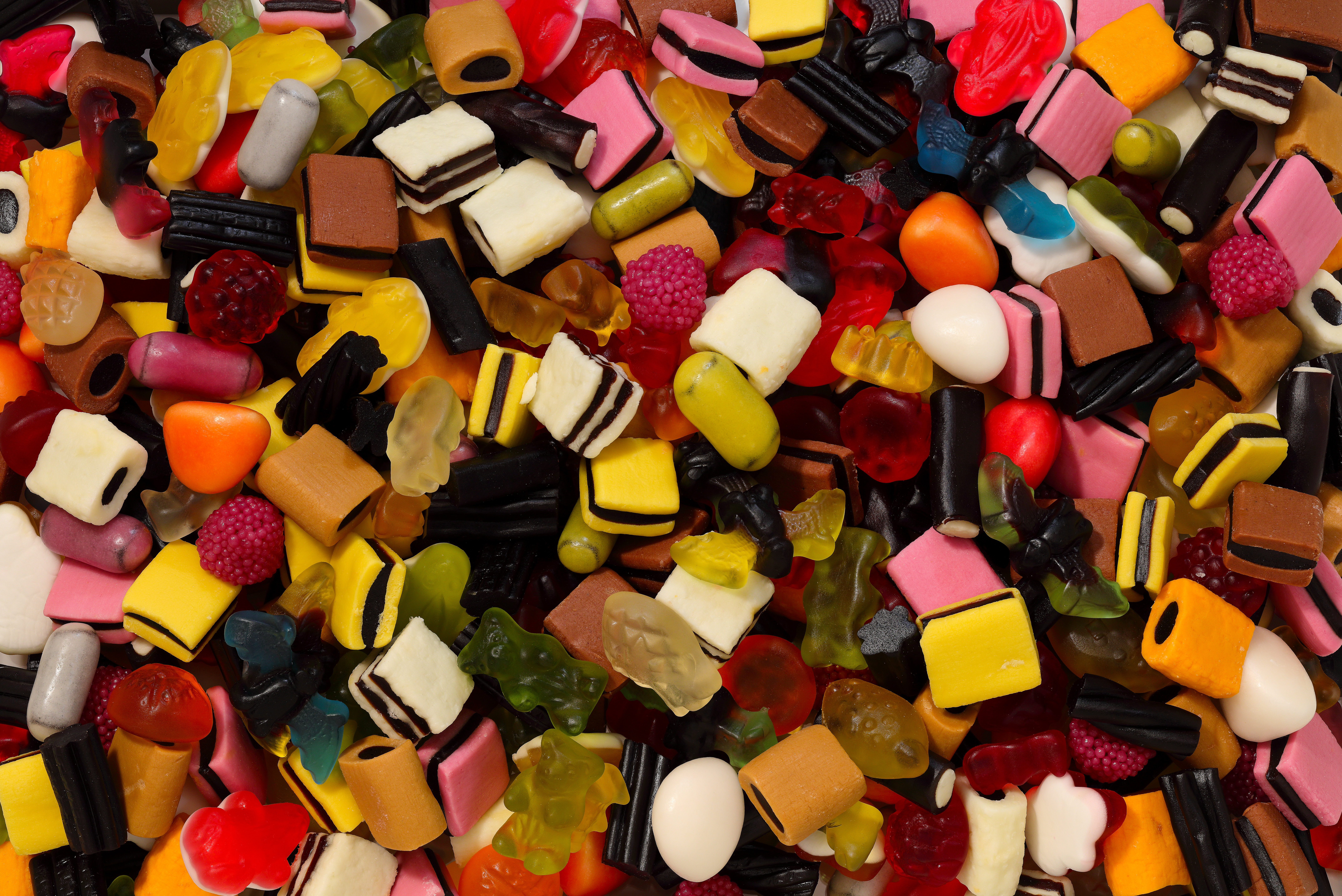
Bunte Konfekt-Mischung: Haribo Color-Rado

Die Haribo-Holding GmbH & Co. KG ist ein deutscher Konzern, der Süßwaren herstellt. Bekanntestes Produkt sind die zwei Jahre nach der Unternehmensgründung 1922 von Hans Riegel erfundenen, zur Abgrenzung von Konkurrenzprodukten Goldbären genannten Gummibärchen. Neben der Marke „Haribo“ gehören dem Unternehmen inzwischen auch Maoam und Haribo Chamallows (ehemals „Dulcia“). Der Firmensitz befand sich bis 2018 im Bonner Stadtteil Kessenich; im Mai 2018 wurde er in die Gemeinde Grafschaft in Rheinland-Pfalz verlegt. Bonn ist weiterhin Produktionsstandort.

## Geschichte
Am 13. Dezember 1920 wurde die Firma Haribo vom Unternehmensgründer Johann „Hans“ Riegel in das Bonner Handelsregister eingetragen. Die Unternehmensbezeichnung ist ein Akronym und ist von den beiden ersten Buchstaben seines Vor- und Nachnamens sowie den ersten beiden Buchstaben des Standortes abgeleitet (Hans Riegel Bonn). Startkapital waren nach Firmenangaben ein Sack Zucker, ein Kupferkessel, eine Marmorplatte, ein Hocker, ein gemauerter Herd und eine Walze. Die erste Fabrikationsstätte befand sich in einem im selben Jahr erworbenen Haus in der Bergstraße im Bonner Stadtteil Kessenich. Zwei Jahre nach der Firmengründung erfand Hans Riegel den Vorläufer der Goldbären, damals noch „Tanzbär“ genannt. Dieser war allerdings nicht nur größer als die heutigen Gummibärchen, sondern auch weicher, da zu seiner Herstellung statt der heute üblichen Gelatine noch Gummi arabicum verwendet wurde. 1925 begann Haribo mit der Herstellung von Lakritzprodukten. Anfang der 1930er Jahre entstanden die Vertriebsorganisation in Deutschland und der Hauptbau der neuen Fabrikationsanlage. 1935 wurde in Kopenhagen zusammen mit den Geschäftspartnern Christian und Eckhof Hansen die Haribo Lakrids A/S Kopenhagen gegründet. Während des Zweiten Weltkrieges ging die Produktion nach Firmenangaben stark zurück, unter anderem wegen Rohstoffknappheit. Im Jahr 2000 stand Haribo im Verdacht, während dieses Krieges Zwangsarbeiter beschäftigt zu haben. Der Hersteller bestritt dies jedoch und weigerte sich folglich auch, in den Zwangsarbeiterfonds einzuzahlen.
Nach dem frühen Tod Johann Riegels im März 1945 wurde die Firma zunächst von seiner Frau weitergeführt. Nachdem die Söhne Hans und Paul 1946 aus der Kriegsgefangenschaft zurückgekehrt waren, übernahmen sie die Leitung. Hans Riegel junior repräsentierte die Firma nach außen, während Paul Riegel die Forschung und Produktentwicklung leitete und so gut wie nie in der Öffentlichkeit auftrat. 1957 übernahm Haribo die Godesberger Firma Kleutgen & Meier, bei der Hans Riegel senior seinen ersten Arbeitsplatz gehabt hatte. 1961 übernahm Haribo die Bonera Industrie en Handelsmaatschappij NV in Breda und führte sie als Haribo Nederland weiter. 1967 erwarb Haribo Anteile der französischen Süßwarenfabrik Lorette aus Marseille, die in Haribo-France umbenannt wurde. 1987 fusionierte diese mit dem südfranzösischen Hersteller Ricqles Zan zur Haribo Ricqles-Zan mit Produktionsstätten in Marseille, Uzès und Wattrelos. Am Standort Uzès befindet sich auch das bislang einzige kleine Werksmuseum des Unternehmens.
1968 kaufte Haribo Anteile an der Solinger Firma Dr. Hillers, 1979 übernahm man sie ganz. Ab 1980 entstand am Standort in drei Ausbauphasen eine neue Produktionsstätte. Im Oktober 2011 wurde der Solinger Standort um ein Hochregallager, ein Bürogebäude und eine Warenumschlagshalle erweitert. 1971 kamen Mehrheitsanteile am fränkischen Hersteller Bären-Schmidt, 1972 die Beteiligung an der englischen Firma Dunhills hinzu, die 1994 komplett übernommen wurde. Außerdem wurden in den 1970er Jahren Vertriebsorganisationen in Österreich und Schweden aufgebaut. 1982 wurden die Goldbären in den USA eingeführt. Weitere Zukäufe und Markteinführungen, u. a. in Frankreich, Norwegen, Spanien, Finnland und der Türkei, folgten. 1986 wurde die Edmund Münster GmbH & Co. KG gekauft, die seit 1930 das Kaubonbon „Maoam“ produziert.
Im Oktober 2003 gab Hans Riegel junior bekannt, dass einer seiner Neffen, Hans-Jürgen Riegel  (* 1956), sein Nachfolger werden solle. Bis 2005 leitete dieser den Betrieb in Frankreich, überwarf sich dann jedoch mit seinem Onkel und verließ das Unternehmen. Mitinhaber Paul Riegel starb überraschend in der Nacht im August 2009. Nach dem Bruch des guten Verhältnisses zu seinem Neffen entschied Hans Riegel, die Nachfolgefrage offenzulassen. Dies führte zu einem Konflikt der Haribo-Familienstämme, da Paul Riegels Söhne eine im Sommer 2008 noch von ihrem Vater zur Klärung der rechtlich komplexen Fragen eingeleitete Beschwerde bei der Industrie- und Handelskammer weiterführten. Nach deren zwischenzeitlicher Aussetzung wurde schließlich eine einvernehmliche Gesamtlösung erarbeitet und 2010 vorgestellt. Danach wurde die Haribo-Holding GmbH & Co. KG neu gegründet. An ihr sind je zur Hälfte die Paul Riegel Familienholding und die zu diesem Anlass neu gegründete Hans Riegel Holding beteiligt. Zugleich entstanden unterhalb der neuen Obergesellschaft zwei Zwischenholdings zur Bündelung des deutschen Geschäfts einerseits und des internationalen Geschäfts andererseits. Hans-Guido (* ~1966), Paul Riegels Sohn aus erster Ehe, wurde wie sein Vater Geschäftsführer für Produktion und Technik neben seinem Onkel Hans, der weiterhin das Marketing und den Vertrieb betreute. Hans-Arndt (* ~1968), Paul Riegels Sohn aus zweiter Ehe, übernahm den Vorsitz eines neuen vierköpfigen Aufsichtsrats. Eine starke Rolle erhielt mit der Leitung des Auslandsgeschäfts auch der langjährige Mitarbeiter Andreas Nickenig (* ~1968), der als Ziehsohn Hans Riegels galt und sich zugleich mit Pauls gleichaltrigen Söhnen gut versteht. Hans Riegel starb nach der Entfernung eines gutartigen Hirntumors am 15. Oktober 2013 während der Rehabilitation. An seine Stelle trat die bereits 1987 gegründete Hans Riegel-Stiftung, die nunmehr Reinhard Schneider leitet, Prokurist und ebenfalls langjähriger Mitarbeiter Hans Riegels.

### Ehemalige Produktionsstätten
Haribo schloss im September 2018 sein Werk in Mainbernheim bei Würzburg, nachdem die dortige Produktion bereits im Februar 2018 eingestellt worden war. Im November 2020 gab Haribo bekannt, zum Ende desselben Jahres auch sein Werk im sächsischen Wilkau-Haßlau mit 120 Mitarbeitern schließen zu wollen. Der langjährige Werbepartner Thomas Gottschalk kritisierte die Entscheidung. Im Juni 2023 wurde bekannt, dass das Werksgelände an den Logistikdienstleister Weck + Poller verkauft wird.

## Gegenwart

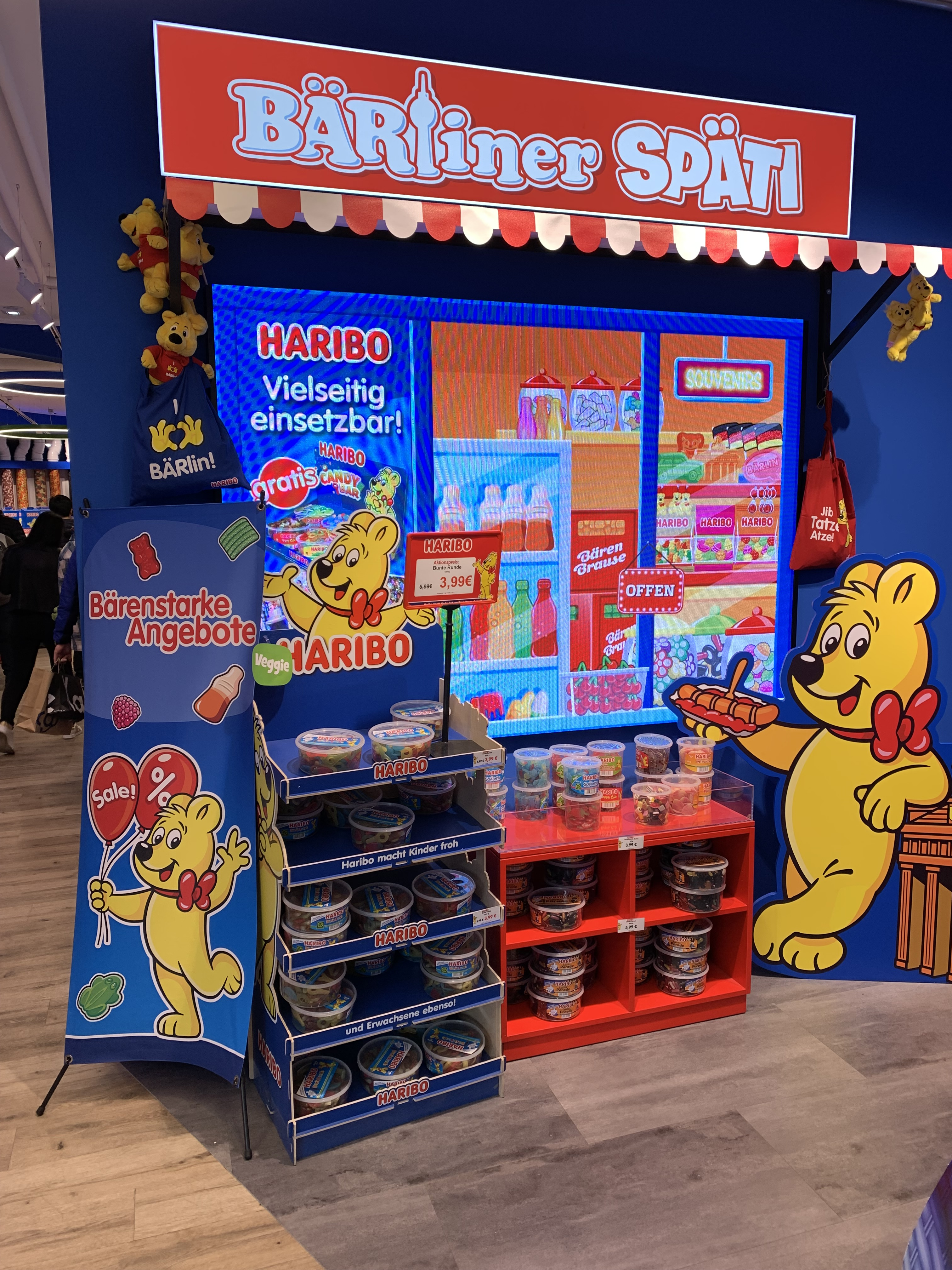
Haribo-Geschäft in Berlin, 2024

Haribo produziert mit etwa 7000 Mitarbeitern in vier Betrieben in Deutschland und zehn weiteren in anderen Ländern Europas. Im Juni 2003 wurden Haribo-Produkte in mehr als hundert Ländern vertrieben.

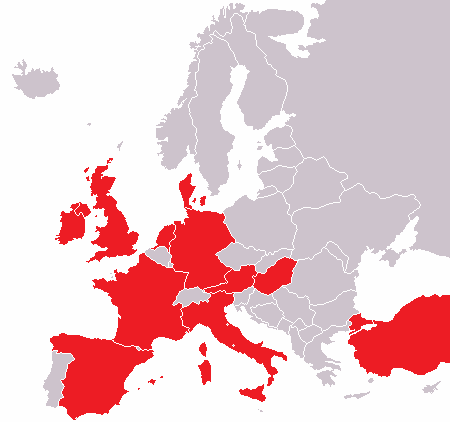
Länder mit Haribo-Werken in Europa

Im Jahr 2008 leitete das Bundeskartellamt ein Verfahren gegen das Unternehmen und weitere Süßwarenhersteller wegen unerlaubter Preisabsprachen ein. 2012 verhängte das Bundeskartellamt ein Bußgeld gegen Haribo und einen verantwortlichen Vertriebsmitarbeiter von zusammen 2,4 Millionen Euro. Grund waren wettbewerbswidrige Absprachen mit Konkurrenzunternehmen, bei denen man sich über Verhandlungen mit dem Einzelhandel austauschte.

### Verlegung des Firmensitzes
Seit 2005 wurde in der Öffentlichkeit über Pläne des Unternehmens spekuliert, dass der Standort Bonn mit seinen 1300 Mitarbeitern verlegt werden solle, weil dort keine Expansion mehr möglich sei. Als neue Standorte waren der rheinland-pfälzische Ort Gelsdorf (Gemeinde Grafschaft) und deren nordrhein-westfälische Nachbarstadt Rheinbach im Gespräch. Im September 2013 wurde bekannt, dass Haribo ein Grundstück mit einer Fläche von 30 Hektar im Innovationspark Rheinland zwischen Ringen und Oeverich in der rheinland-pfälzischen Gemeinde Grafschaft kaufen wolle. Dort errichtete Haribo zunächst ein Logistikzentrum. Im Mai 2018 wurde der Sitz des Unternehmens in die Gemeinde Grafschaft verlegt, die Hauptverwaltung zog Anfang des Monats mit 400 Beschäftigten von Bonn dorthin um. Gleichzeitig wurde dort ein Produktionsbetrieb errichtet. Die Produktionsstätte in Bonn blieb erhalten. Das durch den Umzug in Bonn freigewordene Verwaltungsgebäude aus den 1960er Jahren wurde an die Berufsgenossenschaft Handel und Warenlogistik vermietet.
Im Zuge der Rettungsmaßnahmen nach den Überschwemmungen an der Ahr und ihren Nebenflüssen im Verlauf der Hochwasserkatastrophe 2021 stellte das Unternehmen das Areal seines Werks in Grafschaft über mehrere Tage als Bereitstellungsraum für Einsatzkräfte zur Verfügung.

### Werksverkauf

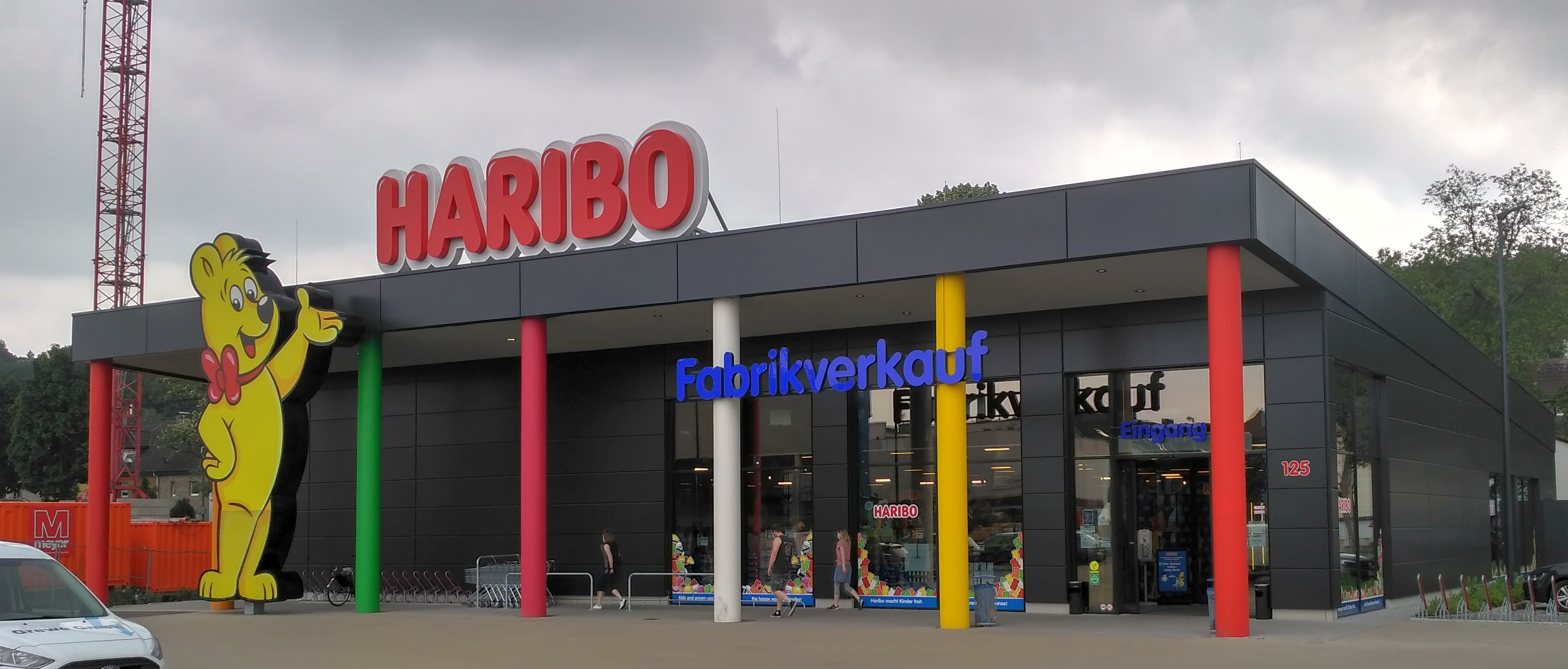
Aktueller Werksverkauf in Bonn-Bad Godesberg

Die Produkte der Firma Haribo werden auch im Werksverkauf an den Standorten Grafschaft, Bonn-Bad Godesberg, Solingen und in einer Verkaufsstelle auf dem Gelände der zum Haribo-Konzern gehörenden Firma Maoam in Neuss angeboten. Um auch mit eigenen Läden in den Innenstädten Präsenz zu zeigen, wurde das Konzept der Haribo-Shops entwickelt. Der erste wurde in der Bonner City nahe des Münsters eröffnet. Inzwischen gibt es neben den großräumigen Werksverkäufen bundesweit 12 Shops (Stand Juni 2025).

### Produktionsstätte Linz
In Österreich werden die Produkte von Haribo seit 1976 verkauft; seit 1989 werden sie darüber hinaus auch in Linz in Oberösterreich produziert, als die Firma den traditionsreichen, 1921 gegründeten Konditorei-Großbetrieb Panuli übernahm. Im Linzer Werk sind heute 250 Personen beschäftigt, jährlich werden 16.000 Tonnen Süßwaren hergestellt, rund 75 Tonnen am Tag. In Österreich hält Haribo bei Fruchtgummi einen Marktanteil von 60 Prozent. Die Stadt gilt als Drehscheibe für den gesamten ost- und südeuropäischen Markt. Es handelt sich um rund hundert verschiedene Produkte für Österreich, die Schweiz, das Baltikum und auch Lieferungen an andere Haribo-Gesellschaften.

### Produktionsstätte Pleasant Prairie
2023 eröffnete Haribo das erste Werk in den USA. Die Fabrik in Pleasant Prairie, Wisconsin, kostete 300 Millionen US-Dollar und soll laut des COO von Haribo die teuerste Einzelinvestition der Firmengeschichte gewesen sein. Nach der Eröffnung arbeiteten 175 Mitarbeiter im Werk und es konnten rund 15 Millionen Goldbären pro Tag produziert werden, die vor allem für den US-Markt bestimmt waren. Die Fabrik sollte bereits 2020 eröffnet werden, aufgrund von Anpassungen der Fabrik-Pläne für die Regularien des amerikanischen Marktes musste der Bau jedoch verschoben werden. Im Juli 2023 startete die Produktion in Pleasant Prairie. Drei Logistikkomplexe bestehen im benachbarten Bristol.

### Produktionsstätte Neuss
1986 übernahm Haribo die in Neuss ansässige Edmund Münster GmbH & Co. KG und damit die seit 1930 bestehende Marke Maoam. Die Produktion wurde fortgeführt. Im Mai 2024 wurde bekannt, dass ab 2025 ein neues Werk in Neuss entstehen soll. Die Produktion, vorrangig für Maoam, soll 2028 anlaufen. Als Baukosten sind 300 Millionen Euro projektiert. Das alte Werk soll nach einer Übergangszeit des Parallelbetriebes geschlossen werden.

## Marketing

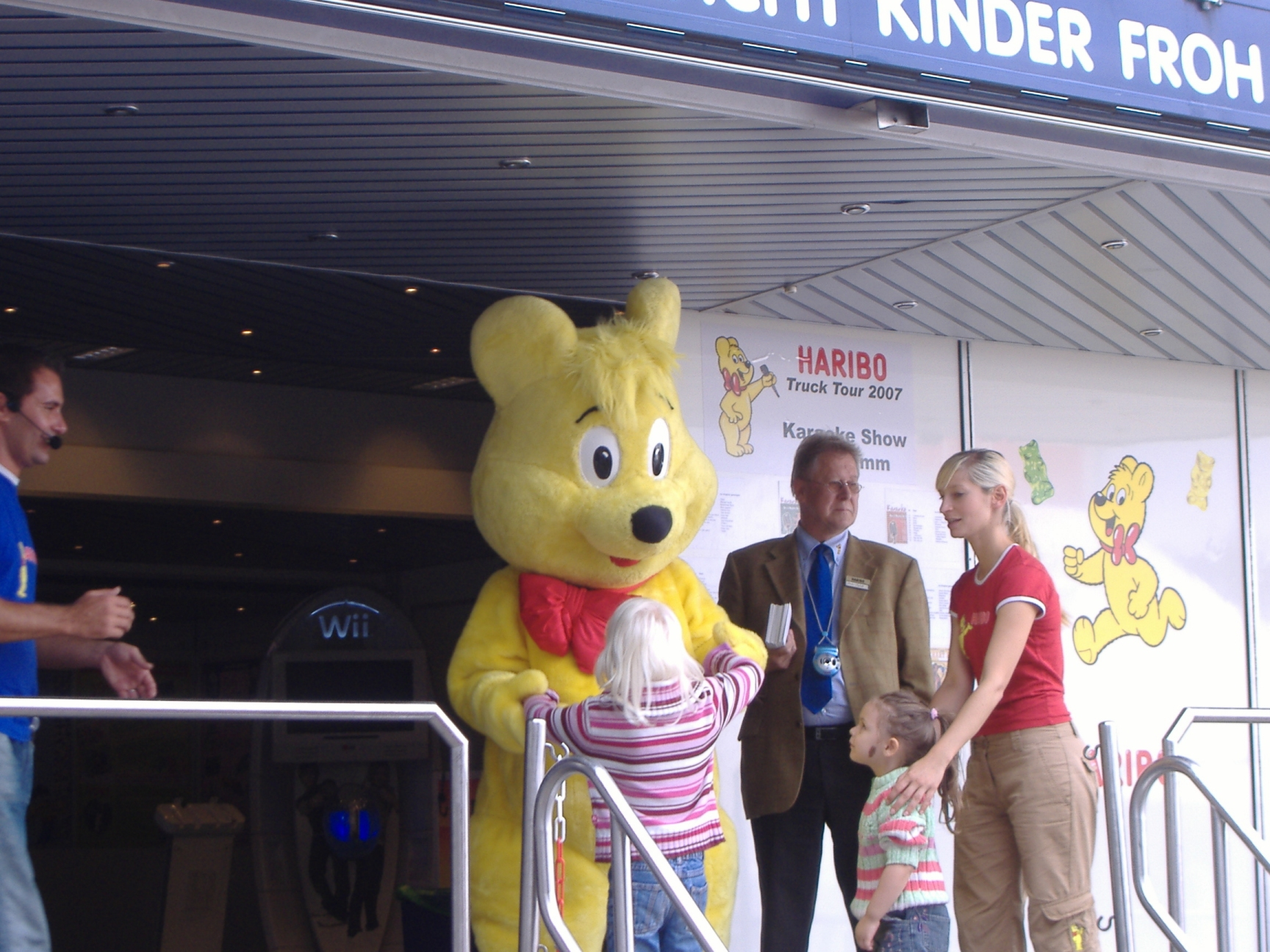
Haribo-Goldbär als Werbekostüm

### Werbemotto
Seit 1935 wirbt das Unternehmen mit dem Werbespruch und -lied Haribo macht Kinder froh. 1962 wurde das Motto um den Zusatz „und Erwachsene ebenso“ ergänzt. Im selben Jahr erschien der Haribo-Schriftzug erstmals in durchgehenden Großbuchstaben und auch das Fernsehen wurde fortan für die Verbreitung von Werbung genutzt. Nach einer Umfrage von Kabel eins ist dies der bekannteste Werbespruch in Deutschland. Der Texter erhielt als Entlohnung 20 Reichsmark.
Lied und Motto wurden in etliche Sprachen übertragen:
| Länder | Motto(s) | Übersetzung |
| --- | --- | --- |
| Belgien | Haribo maakt kinderen blij – volwassenen horen ook daarbij (in Flandern, Niederländisch)                       | Haribo macht Kinder froh – Erwachsene gehören auch dazu                                                                            |
| Belgien | Haribo, c’est beau la vie – pour les grands et les petits (in Wallonien, Französisch)                          | Haribo, das Leben ist schön – für die Großen und die Kleinen                                                                       |
| Bulgarien | С Харибо сме радостни, Харибо обичаме                                                                          | Mit Haribo sind wir fröhlich, Haribo lieben wir                                                                                    |
| Dänemark | Haribo … den er go’ (bis vor einigen Jahren: Luk op for noget godt, luk op for Haribo – den er go’)            | Haribo … das ist gut (bis vor einigen Jahren: Öffne dich für etwas Gutes, öffne dich für Haribo – das ist gut)                     |
| Deutschland, Österreich, Schweiz | Haribo macht Kinder froh – und Erwachsene ebenso                                                               | – |
| Frankreich, Luxemburg | Haribo, c’est beau la vie – pour les grands et les petits                                                      | Haribo, das Leben ist schön – für die Großen und die Kleinen                                                                       |
| Griechenland | δίνει χαρά, σε μεγάλους και σε παιδιά                                                                          | Spendet Freude, an Erwachsene und an Kinder                                                                                        |
| Irland, Vereinigtes Königreich, Vereinigte Staaten, Finnland, Rumänien, Singapur, Ägypten, Israel, Südafrika, Südkorea, Thailand, Vereinigte Arabische Emirate, Australien, Neuseeland | Kids and grown-ups love it so – the happy world of Haribo                                                      | Kinder und Erwachsene lieben sie so – die fröhliche Welt von Haribo                                                                |
| Italien | Haribo è la bontà – che si gusta ad ogni età                                                                   | Haribo ist die Köstlichkeit – die man in jedem Alter genießt                                                                       |
| Japan | きらきら笑顔 – みんなでハリボー！                                                                              | Funkelndes Lächeln – und Haribo mit allen!                                                                                         |
| Kanada | Kids and grown-ups love it so – the happy world of Haribo (Englisch)                                           | Kinder und Erwachsene lieben sie so – die fröhliche Welt von Haribo                                                                |
| Kanada | Haribo, c’est beau la vie – pour les grands et les petits (Französisch)                                        | Haribo, das Leben ist schön – für die Großen und die Kleinen                                                                       |
| Kroatien | Haribo veseli sve, velike i malene                                                                             | Haribo macht allen Freude, den Großen und den Kleinen                                                                              |
| Niederlande | The happy world of Haribo (bis vor einigen Jahren: Haribo maakt kinderen blij – volwassenen horen ook daarbij) | Die glückliche Welt von Haribo (bis vor einigen Jahren: Haribo macht Kinder froh – Erwachsene gehören auch dazu)                   |
| Norwegen | Haribo … den er go’                                                                                            | Haribo … das ist gut |
| Polen | Haribo smak radości dla dzieci i dorosłych                                                                     | Haribo Geschmack der Freude für Kinder und Erwachsene                                                                              |
| Portugal, Brasilien | Haribo doces sabores – para os pequenos e os maiores Viva um sabor mágico – Venha ao mundo Haribo!             | Haribo leckere Süßigkeiten – für die Kleinen und die Großen Erleben Sie einen magischen Geschmack – Kommen Sie in die Haribo-Welt! |
| Russland | Детям, взрослым повезло – радость дарит харибо                                                                 | Kinder, Erwachsene haben Glück – Freude schenkt Haribo                                                                             |
| Schweden | Haribo är kul för små – gott för vuxna likaså!                                                                 | Haribo macht den Kleinen Spaß – aber auch den Erwachsenen!                                                                         |
| Slowakei | Haribo chutí malým, rovnako i dospelým                                                                         | Haribo schmeckt den Kleinen sowie den Erwachsenen                                                                                  |
| Slowenien | Haribo za otroke bo in za odrasle prav tako                                                                    | Haribo ist für Kinder – und Erwachsene ebenso                                                                                      |
| Spanien, Mexiko | Haribo, dulces sabores – para pequeños y mayores oder Vive un sabor mágico – ven al mundo Haribo               | Haribo, süßer Geschmack – für Kleine und Große oder Erlebe einen magischen Geschmack – komm zur Welt von Haribo                    |
| Tschechien | Haribo chutná malým, stejně tak i dospělým                                                                     | Haribo schmeckt den Kleinen sowie auch den Erwachsenen                                                                             |
| Türkei | Çocuk ya da büyük ol, Haribo’yla mutlu ol                                                                      | Ob du jung oder alt bist, sei glücklich mit Haribo                                                                                 |
| Ukraine | Haribo смакує всім – і дорослим, і малим                                                                       | Haribo schmeckt allen, sowohl den Erwachsenen, als auch den Kleinen                                                                |
| Ungarn | Gyermek felnőtt kedve jó – édes élet Haribo                                                                    | Kinder und Erwachsene haben gute Laune – süßes Leben Haribo                                                                        |
| Volksrepublik China | 大人小孩都说好，快乐品尝哈瑞宝                                                                                 | Erwachsene und Kinder sagen alle „gut“, kosten glücklich Haribo.                                                                   |

Für einzelne Produkte warb das Unternehmen in der Vergangenheit auch mit anderen Mottos, wie z. B.:
- Haribo Konfekt – Das schmeckt!

### Sonstige Werbung
Von 1991 bis 2015 warb der deutsche Fernsehmoderator Thomas Gottschalk als Testimonial für Haribo. Die außergewöhnliche Dauer dieser Werbepartnerschaft führte im Januar 2006 zu einem Eintrag ins Guinness-Buch der Rekorde. Gottschalks Nachfolger war der deutsche Komiker Michael „Bully“ Herbig. Im September 2018 wurde bekannt gegeben, dass man ab 2019 nicht mehr mit prominenten Werbebotschaftern arbeiten und andere Werbekonzepte ausprobieren möchte.
Haribo wirbt regelmäßig mit einem Kenworth-Showtruck, um seine Produkte zu präsentieren. Seit 2009 wird auch mit Sonderlackierungen auf Boeing 737-800 (GoldbAIR) und seit 2010 auf Boeing 737-800 (HaribAIR) von TUIfly geworben. 2015 erfolgte die Werbung mit der Bezeichnung Paradiesvogel Haribo Tropifrutti; die Partnerschaft lief 2018 aus.
Im November 2013 hat der weltweit einzige Haribo-Store, der sich in der Bonner Innenstadt befindet, eröffnet. Auf einer Fläche von 200 Quadratmetern bietet der Süßwarenhersteller das gesamte Produktsortiment von Haribo und Maoam, eine „Pick&Mix-Bar“, an der man sich individuelle Produktmischungen zusammenstellen kann, sowie verschiedene Merchandisingartikel mit Goldbären-Print und anderes an.
Auch im Bereich des Sports engagiert sich Haribo: Seit 1998 ist die französische Tochter des Unternehmens Partner der Tour de France und verteilt dabei große Mengen an Süßwaren unter die Zuschauer. Hierfür ist eine eigene Fahrzeugflotte unterwegs, die seit 2009 von Isuzu gestellt wird. Von 2010 bis 2017 stellte Haribo ein eigenes Team für die VLN-Langstreckenweltmeisterschaft sowie das 24-Stunden-Rennen auf dem Nürburgring, und zwar zunächst mit zwei Porsche 911 und von 2015 bis 2017 mit zwei Mercedes-Rennwagen. Zum 90. Geburtstag des Unternehmens war 2012 auch eine goldfarbene Chevrolet Corvette am Start. Dem Haribo-Team gelang es bereits im ersten Jahr, mit 1083 Kilometern einen neuen Distanzrekord im 6-Stunden-Rennen aufzustellen, womit überhaupt zum ersten Mal die 1000-Kilometer-Marke überwunden wurde. Den größten Erfolg feierte das werksunterstützte Team im Jahr 2016, als es den dritten Platz im 24-Stunden-Rennen belegte.

### Kooperationen
Anlässlich einer Konzertreihe von zehn Konzerten in München im August 2024 der britischen Sängerin Adele brachte Haribo rote Schaumzucker-Liebesherzen unter dem Namen Haribo loves Adele heraus. Die Tüten waren ausschließlich auf den Konzerten erhältlich. Im Oktober desselben Jahres wurden Fruchtgummis in einer limitierten Harry-Potter-Edition verkauft. Insgesamt gab es drei verschiedene Varianten. Im März 2025 erschienen Crocs in Haribo-Optik. Im Rahmen der deutschen Konzerte der From Zero World Tour-Tour von Linkin Park veröffentlichte Haribo 2025 eine Weingummi-Sonderedition mit der Rockband. Kurz darauf folgte im Juli 2025 anlässlich des 25-jährigen Jubiläums der Sorte Pico-Balla eine Kooperation mit der Italo-Schlagergruppe Roy Bianco & Die Abbrunzati Boys.

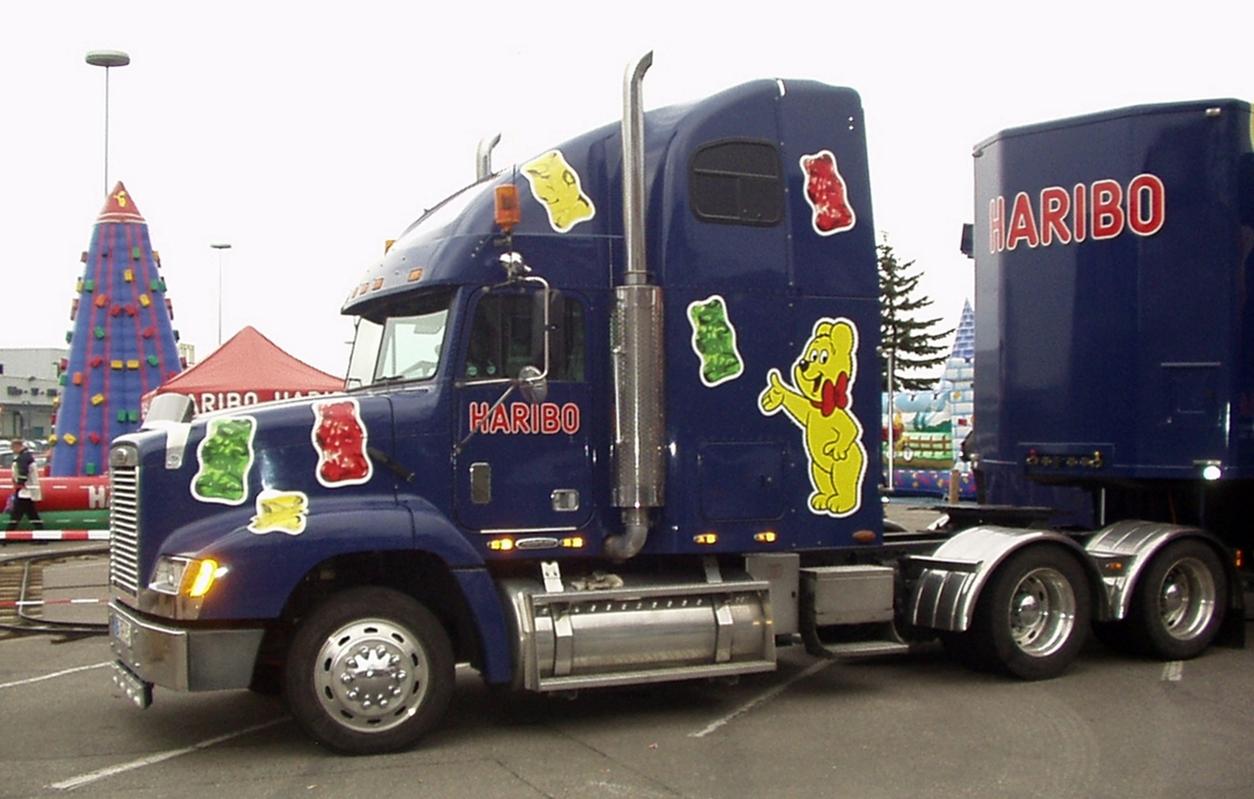
Haribo-Showtruck 2003
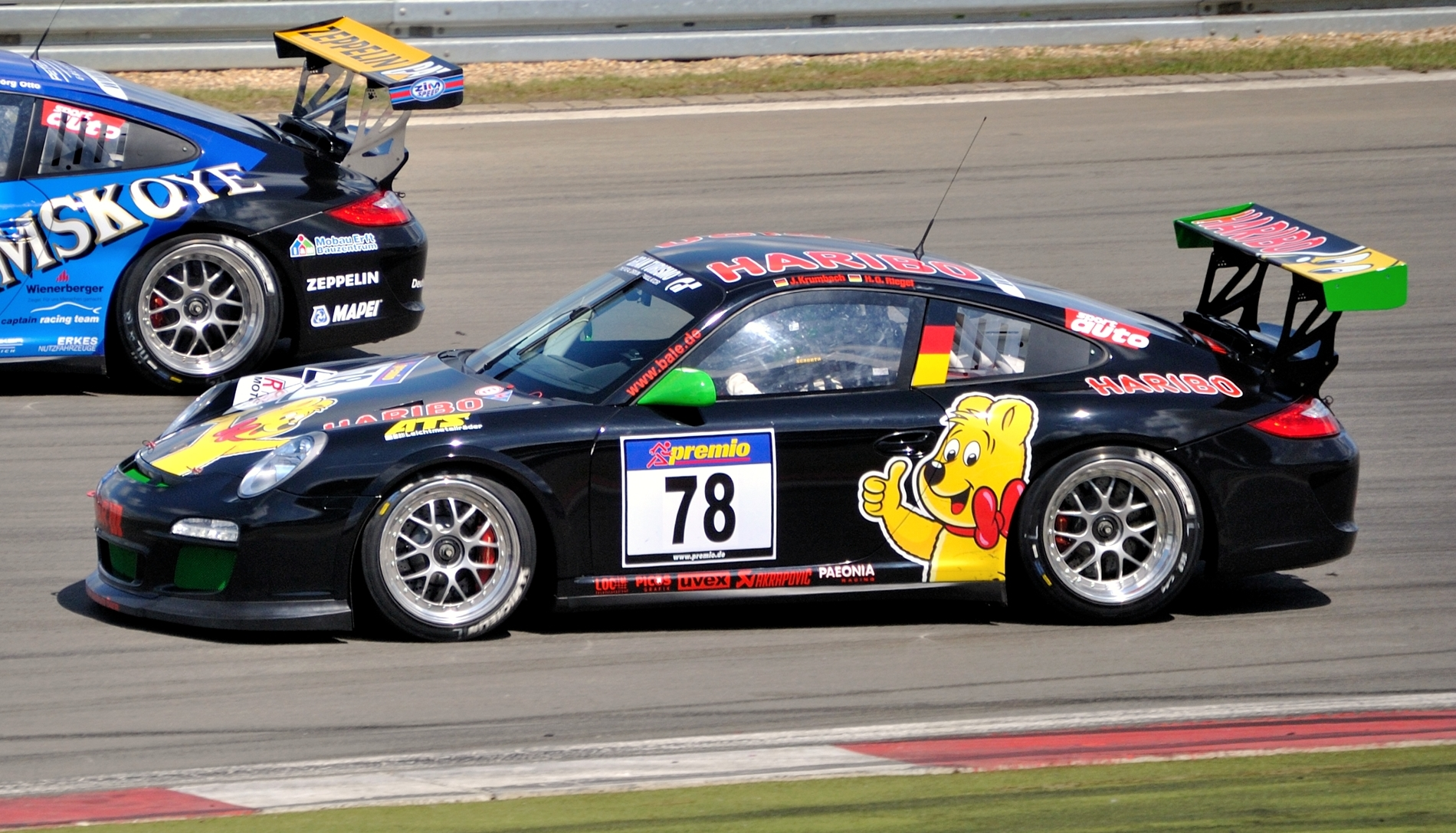
Renn-Porsche 911 auf dem Nürburgring 2011
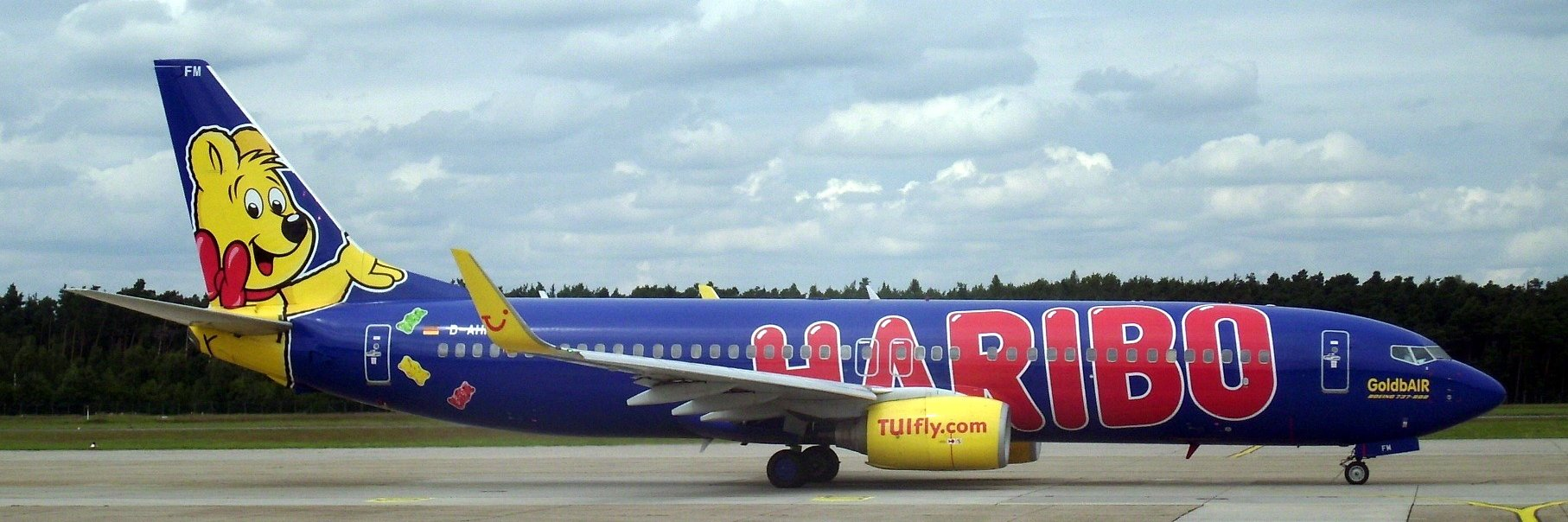
TUIfly-Boeing 737-800 in Haribo-Lackierung GoldbAIR 2009
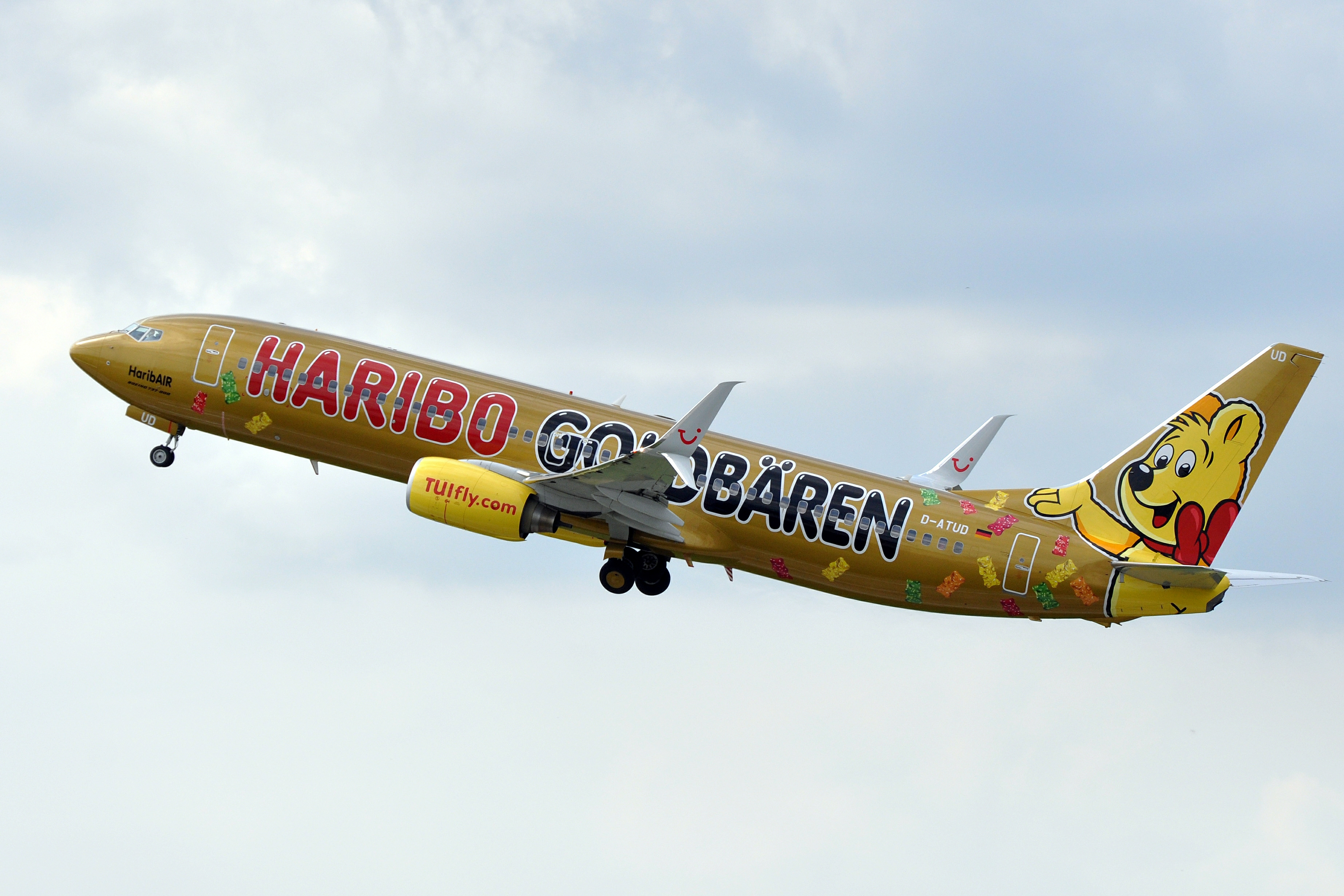
TUIfly-Boeing 737-800 in Haribo-Lackierung HaribAIR 2014
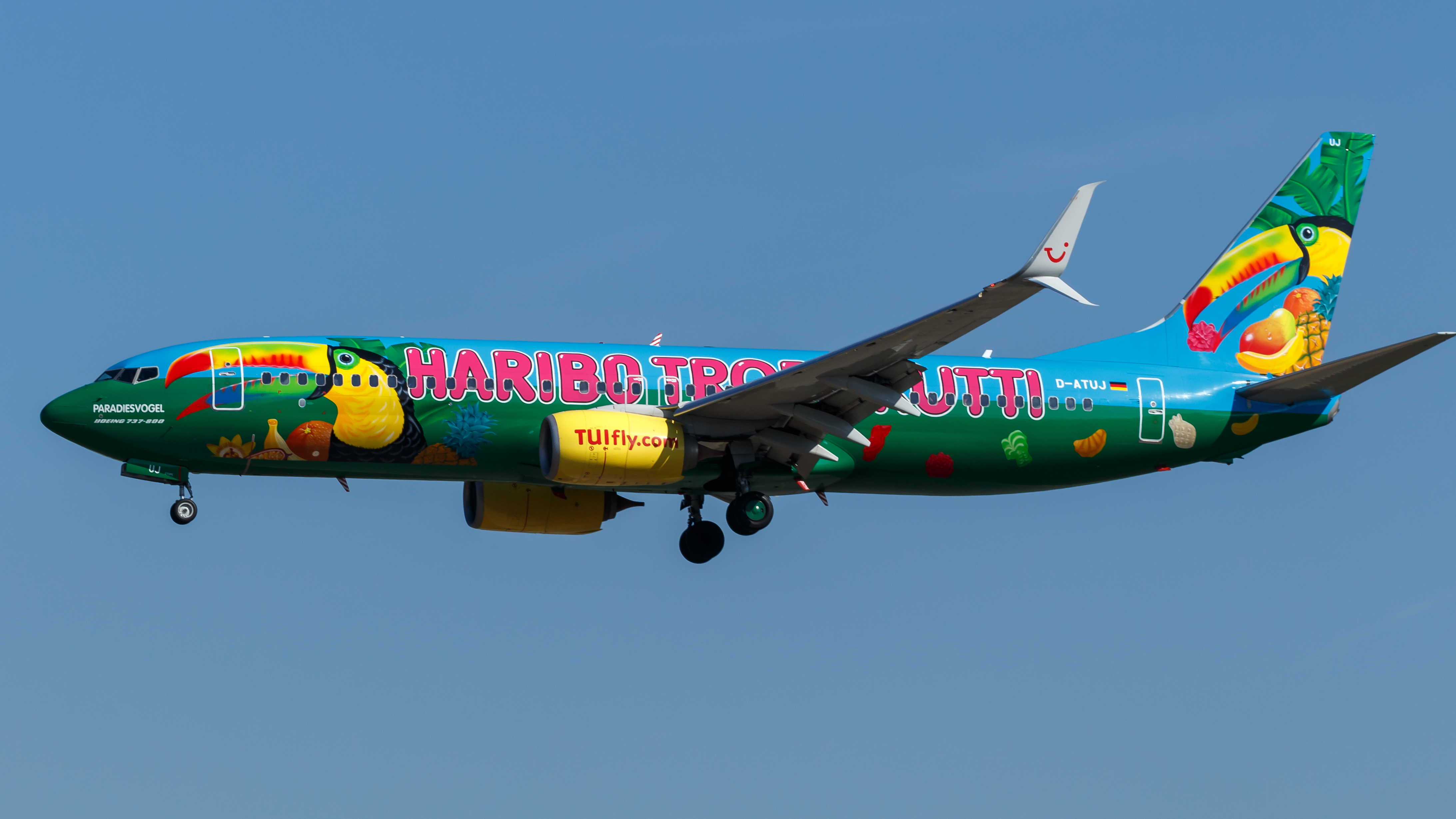
TUIfly-Boeing 737-800 in der Lackierung Haribo Tropifrutti Paradiesvogel 2017
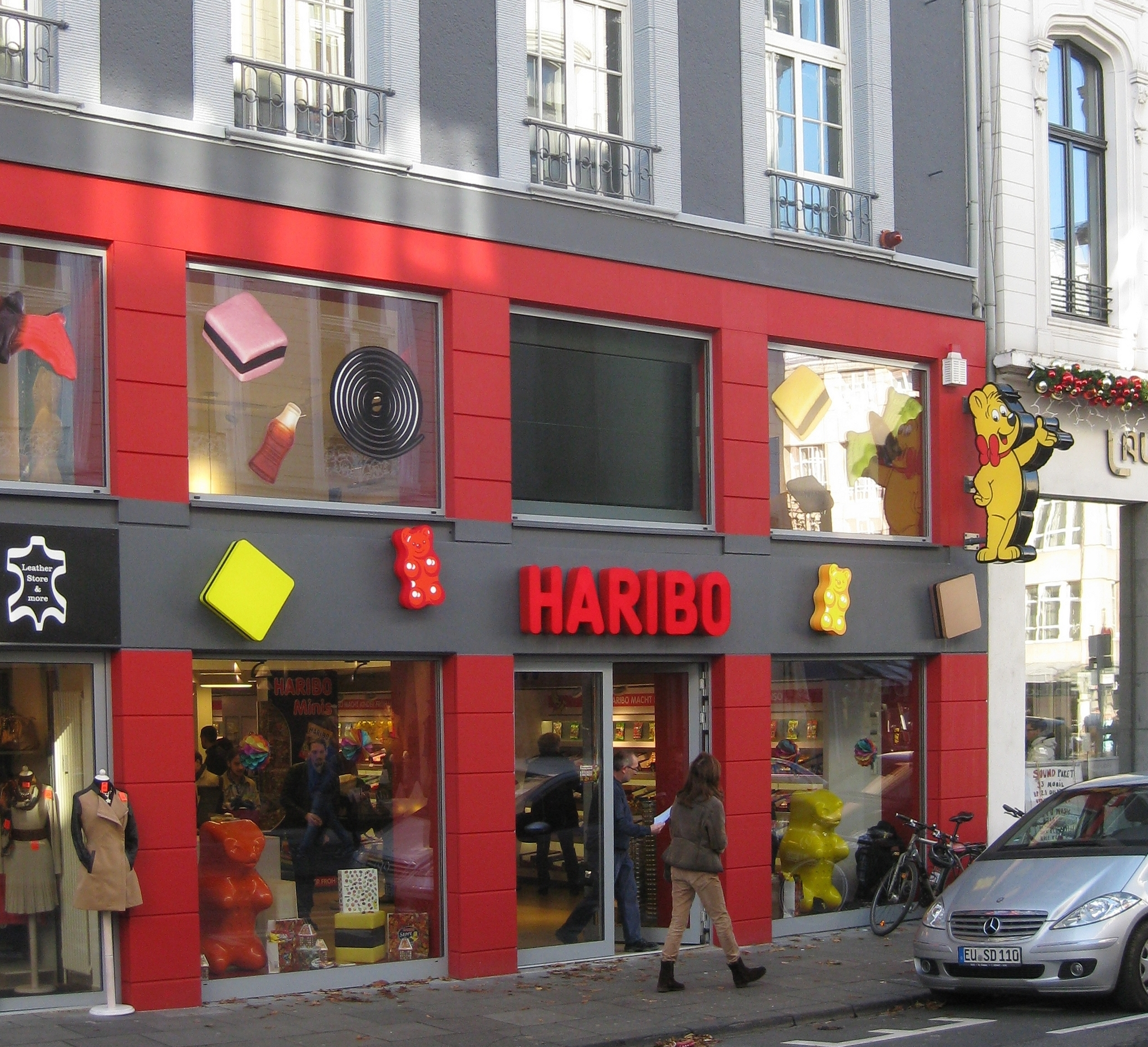
Haribo-Shop in Bonn 2013
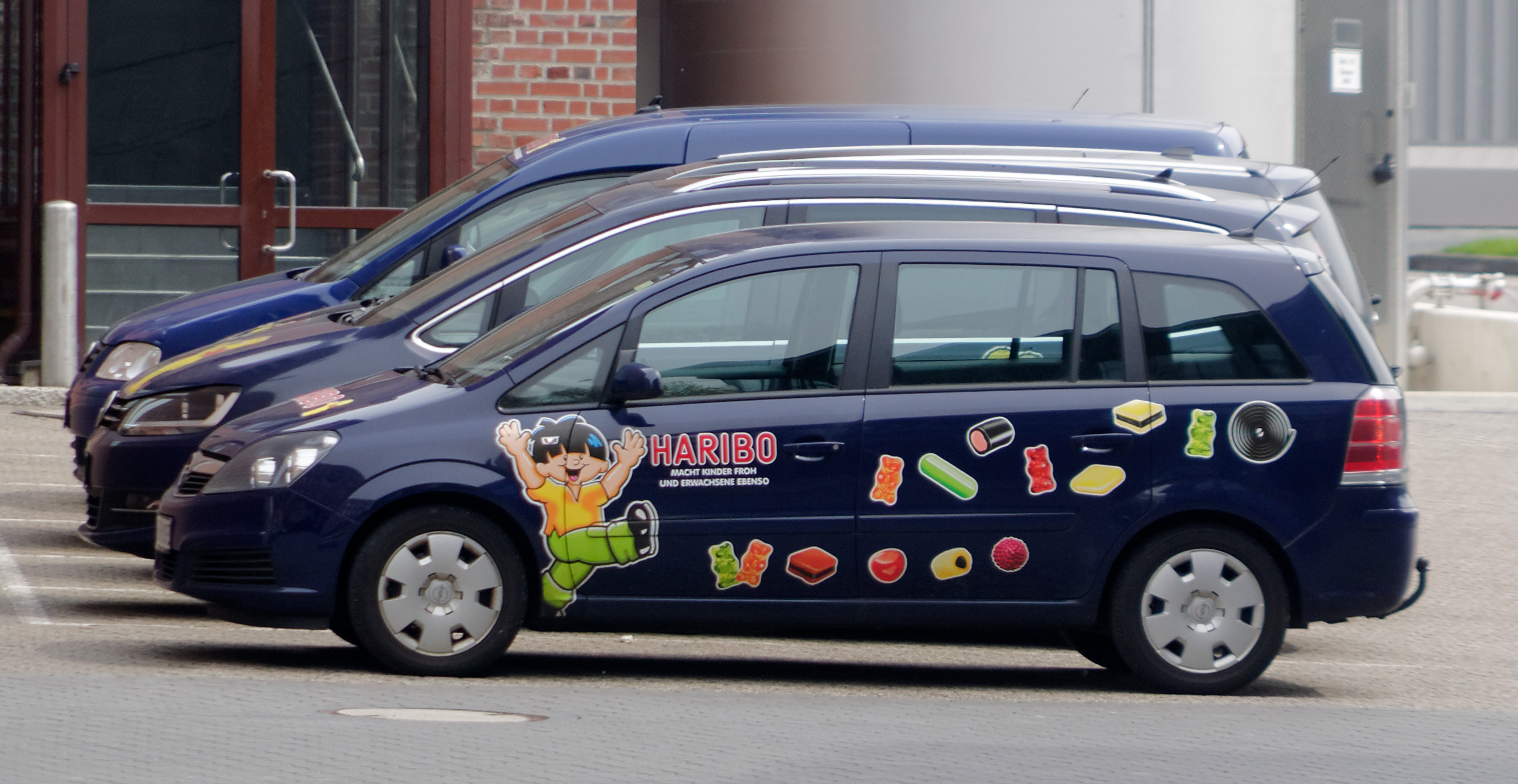
Auto im Haribo-Design 2015

## Gesellschafterstruktur
An der Haribo GmbH & Co. KG ist die „Haribo Holding GmbH & Co. KG“ als Konzernmuttergesellschaft beteiligt.
An der Haribo Holding GmbH & Co. KG sind wiederum die „Dr. Hans Riegel Holding GmbH“ und die „Paul Riegel Holding GmbH & Co. KG“ je mit Sitz in Bonn beteiligt.
An der „Dr. Hans Riegel Holding GmbH“ sind die gemeinnützige Dr. Hans Riegel-Stiftung mit Sitz in Bonn und die „Dr. Hans Riegel Privatstiftung“ mit Sitz im österreichischen Hieflau beteiligt.
An der „Paul Riegel Holding GmbH & Co. KG“ sind die Nachfahren Paul Riegels als natürliche Personen beteiligt.

## Goldbären
Gummibären sind Fruchtgummis in Form von etwa zwei Zentimeter großen, stilisierten Bären, bestehend aus Zucker, Zuckersirup und einer erstarrten Gelatine-Mischung, die ihnen ihre gummiartige Konsistenz verleiht, sowie Farb- und Geschmacksstoffen, Säuerungs- und Überzugsmitteln und Wasser. Der Gummibär wurde 1922 von Hans Riegel erfunden und zunächst unter dem Namen Tanzbär vertrieben. Seit 1960 nennt Haribo seine Gummibären zur Unterscheidung von den Produkten anderer Hersteller Goldbären bzw. bis 1989 Gold-Bären. 2005 produzierte Haribo täglich rund 100 Millionen Goldbären in 15 europaweit verteilten Betrieben, um den Vertrieb in über hundert Ländern gewährleisten zu können.
Goldbären machen den größten Umsatzanteil von Haribo aus. Die Markenbekanntheit in Deutschland beträgt laut Unternehmensangaben 99 Prozent. Laut Angaben des Unternehmens stehe der Goldbär für „kindliche Freude“.
Für den deutschen Markt werden sie inzwischen mit natürlichen Fruchtextrakten gefärbt, nachdem in der Vergangenheit auch künstliche Farbstoffe zum Einsatz gekommen waren. Zwar gibt es heute Möglichkeiten, mit natürlichen Farbstoffen einen Blauton zu erzeugen, sodass grundsätzlich die Herstellung blauer Goldbären denkbar wäre, jedoch möchte die Haribo-Geschäftsführung keine Veränderung des bekannten Traditionsartikels vornehmen.
Das Sortiment wurde im August 2007 teilweise verändert, als Geschmacksrichtung kam Apfel neu hinzu. Apfel bekam die Farbe Grün, und die Geschmacksrichtung Erdbeere, die bisher die Farbe Grün hatte, erhielt nun Hellrot. Zudem wurde die Goldbärform gegenüber früheren Generationen leicht verändert: Alle Goldbären erhielten fortan ein „lächelndes“ Gesicht.
| Farbe     | bis 2007 | ab 2007  |                |
| --------- | -------- | -------- | -------------- |
| Weiß      | Ananas   | Ananas   | Goldbären 2007 |
| Gelb      | Zitrone  | Zitrone  | Goldbären 2007 |
| Orange    | Orange   | Orange   | Goldbären 2007 |
| Hellrot   | —        | Erdbeere | Goldbären 2007 |
| Dunkelrot | Himbeere | Himbeere | Goldbären 2007 |
| Grün      | Erdbeere | Apfel    | Goldbären 2007 |

Anlässlich der Fußball-Europameisterschaft 2008 produzierte Haribo die Schwarz-Rot-Goldbären. Diese Mischung, deren farbliche Zusammenstellung sich an der Flagge Deutschlands orientiert, enthält Gummibären in den Geschmacksrichtungen schwarze Johannisbeere (schwarz), Himbeere (rot) und Zitrone (gelb). Erstmals wurden hier schwarze Fruchtgummibären von Haribo realisiert, die neben schwarzer Johannisbeere auch Holunderextrakt enthielten.
Anlässlich der Fußball-Weltmeisterschaft 2014 produzierte Haribo die Goldbären-Fan-Edition. Diese Mischung enthält Gummibären in den Geschmacksrichtungen Kirsche (dunkelrot), Grapefruit (rot), Melone (grün), Waldmeister (dunkelgrün) und Aprikose (orange) sowie blaue Goldbären mit Heidelbeergeschmack.
Im Jahr 2022 ging Haribo eine Kooperation mit dem Wacken Open Air Festival ein. Zu diesem Anlass erschien eine limitierte Sonderedition der Goldbären, welche Schwarze und Rote Goldbären enthielt. Die Geschmacksrichtung der Mischung wurde mit „Fassbrause“ angegeben.

## Verschiedenes
- Seit 1936 tauscht das Unternehmen jährlich Anfang Oktober am Bonner Lager Kastanien und Eicheln gegen Haribo-Produkte. Die Kastanien und Eicheln dienen als Winterfutter für die Tiere in den Jagdrevieren der Familie Riegel und weiteren Wildgehegen. Der Anlieferer erhält für 10 kg Kastanien oder 5 kg Eicheln 1 kg Haribo-Ware.[63] Seit 2017 findet dies in Grafschaft in Rheinland-Pfalz statt.[64]
- Kaiser Wilhelm II. pries die Gummibärchen angeblich als das Beste, das die Republik hervorgebracht habe.[65][66]
- 1953 ließ Hans Riegel junior nach seiner Wahl zum Präsidenten des Deutschen Badminton-Verbandes die erste reine Badmintonhalle Deutschlands, das Haribo-Center, errichten. Sie wurde 2014 abgerissen.
- Sorgsam werden Betriebsgeheimnisse und Rezepte gehütet. So hat nie ein Betriebsfremder die selbst entwickelte Lakritzschnecken-Wickelmaschine zu Gesicht bekommen.[67]
- Beim 25. Verpackungsdialog des Deutschen Verpackungs-Museums erhielt Haribo Ende 2022 die Auszeichnung „Verpackung des Jahres“.[68]

## Filme
- Der Haribo Check, ARD, 16. Oktober 2017 (online verfügbar bis zum 16. Oktober 2022), Reportage unter anderem zu den Produktionsbedingungen von Rohstoffen für Haribo-Produkte.
- Die Haribo-Saga – Siegeszug eines Goldbären. WDR-Dokumentation von 2003 aus der Reihe Dynastien in NRW. Inhaltsangabe des Südwestrundfunks.
- besseresser: Die Wahrheit über Haribo, ZDF, 2024.